# Венгерско-польские отношения
Венгерско-польские отношения — внешнеполитические отношения между Венгрией и Польшей, восходят своими корнями к Средневековью. Традиционно два народа связывали тесные отношения — в их истории были общие правители и единая религия. Обе страны отмечают свои «братские» отношения 23 марта. Венгрия имеет посольство в Варшаве, консульство в Кракове и два почётных консульства — в Лодзи и Познани. Польша имеет посольство в Будапеште. Обе страны являются полноправными членами НАТО, присоединившись к организации в один день (12 марта 1999 года), а также — членами Европейского союза.

## История

### Средневековье
Отношения между Польшей и Венгрией восходят к Средневековью. Представители польских и венгерских дворянских домов (таких как династия Пястов или дом Арпадов) часто вступали в браки друг с другом; известный венгерский король Ласло I Святой был наполовину поляком. Людовик I Великий являлся королём Венгрии и Хорватии с 1342 года, а с 1370 до своей смерти в 1382 году — ещё и королем Польши. Он унаследовал королевства от своего отца, Карла I из дома Анжу-Сицилии — титул короля Венгрии и Хорватии — и своего дяди, Казимир III Великий — титул короля Польши (последнего из династии Пястов). У короля Казимира не было законных сыновей; по-видимому, по этой причине — дабы обеспечить чёткую династическую преемственность и избежать неопределенности — он передал польский престол своему племяннику. Младшая дочь Людовика I — польская королева Ядвига — унаследовала трон и стала одним из самых популярных монархов в истории Польши. В XV веке две страны вновь недолго находились во власти одного монарха — короля Владислава III Варненчика — который погиб, в возрасте не многим более двадцати лет, воюя с Османской империей. В XVI веке Польша избрала своим королем венгерского дворянина Стефана Батория, которого многие считают одним из величайших королей Польши.

### Венгерская революция 1848 года
Во время венгерской революции 1848—1849 годов польский генерал Юзеф Бем стал национальным героем как Венгрии, так и Польши. Ему было поручено защищать Трансильванию в конце 1848 года, а в 1849 году он возглавил вооружённые отряды секеев. 20 октября 1848 года Юзеф Высоцкий подписал соглашение с венгерским правительством о создании польского пехотного батальона — численностью около 1200 солдат. После соглашения Высоцкого в венгерском «Польском легионе» сражались 2090 пеших и 400 конных добровольца: весной 1849 года они участвовали в осаде крепости Арад, а затем — принимали участие во всех важных сражениях в Сольноке, Хатване, Тапио-Бишке и Исасэге. После битвы при Темешваре в августе 1849 года и после венгерской капитуляции в Вилагосе, восемьсот человек из остатков легиона пробились на территорию Османской империи.

### Польско-советская война
Во время Советско-польской войны (1919—1921), после свержения правительства Куна в Венгрии, новые власти предложили направить в Польшу 30000 конных солдат, но чехословацкое правительство отказало им в разрешении на проход через демилитаризованную зону, существовавшую между Чехословакией и Венгрией после окончания Первой мировой войны. Тем не менее, венгерские боеприпасы использовались армией Польши.
Со времён Средневековья и до XX века Польша и Венгрия имели общую границу. После Первой мировой войны страны-победительницы в Версале передали Словакию, а также Закарпатье — с ее славянским населением — от побежденной Венгрии к свежеобразованной Чехословакии. После Мюнхенского соглашения 1938 года, которое практически обрекало Чехословакию на захват нацистской Германией — Польша и Венгрия, руководствуясь как общими, так и собственными интересами, приступили к «восстановлению» исторической границы: цель обеих стран заключалась в передаче Карпатской Руси назад Венгрии. Шаги к достижению этой цели были сделаны во время Первого Венского арбитража (2 ноября 1938 года).
До середины марта 1939 года правительство Третьего Рейха считало, что — прежде всего, по военным соображениям — общая венгерско-польская граница являлась нежелательной. Действительно, когда в марте 1939 года Гитлер согласился на захват Венгрией Карпатской Руси (которая к тому моменту стала называться «Карпатская Украина»), он предупредил венгерское руководство не занимать оставшуюся часть Словакии, на территорию которой также высказывались претензии. Считается, что Гитлер хотел использовать Словакию в качестве плацдарма для уже запланированного вторжения в Польшу.
Однако в марте 1939 года Гитлер изменил свою точку зрения на общую венгерско-польскую границу и решил не учитывать интересы Организации украинских националистов, которая к тому времени уже начала организовывать свои воинские части в Карпатской Украине.